# Röringsstek

Ankarstek.

Röringsstek är en knop som främst används för att med rep klä in en röring, det vill säga ett schackel eller en grov ring som används för att fästa själva ankartåget i. Anledningen är att man på så vis kan minska slitaget på tågvirket till ankarlinan.
Tampen slås med ett enkelt halvslag runt fasta parten (två gånger genom ankarets eller ankarkättingens ring) och därefter med ett vanligt dubbelt halvslag kring egen part.
Ankarsteket är snarlikt, men istället för med dubbelt halvslag så avslutas ankarsteket där med två halvslag kring egen part, där det första halvslaget går genom öglan som sitter runt den fasta parten. Ankarstek används främst för att fästa en ankarlina vid ett ankare, snarare än för att klä in en röring.